# ANSI/TIA-568
O ANSI/TIA-568 é um padrão técnico para cabeamento de edifícios comerciais para produtos e serviços de telecomunicações. O título do padrão é Padrão de cabeamento de telecomunicações para edifícios comerciais e é publicado pela Associação da Indústria de Telecomunicações (TIA), um órgão credenciado pelo Instituto Nacional Americano de Padrões (ANSI).
Em 2024, o status de revisão do padrão é ANSI/TIA-568-E, publicado em 2020, que substituiu ANSI/TIA-568-D de 2015, revisão C de 2009, revisão B de 2001 e revisão A de 1995, e a edição inicial de 1991, que agora estão obsoletas.
Talvez os recursos mais conhecidos do ANSI/TIA-568 sejam as atribuições de pinos e pares para cabeamento de par trançado balanceado de oito condutores de 100 ohms. Essas atribuições são chamadas de T568A e T568B.

## História
O ANSI/TIA-568 foi desenvolvido por meio dos esforços de mais de 60 organizações contribuintes, incluindo fabricantes, usuários finais e consultores. O trabalho no padrão começou com a Aliança das Indústrias Eletrônicas (EIA), para definir padrões para sistemas de cabeamento de telecomunicações. A EIA concordou em desenvolver um conjunto de padrões e formou o comitê TR-42, com nove subcomitês para executar o trabalho. O trabalho continua a ser mantido pelo TR-42 dentro da TIA. A EIA não existe mais, portanto EIA foi removido do nome.
A primeira versão do padrão, EIA/TIA-568, foi lançada em 1991. O padrão foi atualizado para a revisão A em 1995. As demandas colocadas sobre os sistemas de fiação comercial aumentaram dramaticamente durante este período devido à adoção de computadores pessoais e redes de comunicação de dados e avanços nessas tecnologias. O desenvolvimento de cabeamento de par trançado de alto desempenho e a popularização de cabos de fibra óptica também impulsionaram mudanças significativas nos padrões. Essas mudanças foram lançadas pela primeira vez em uma revisão C em 2009, que foi posteriormente substituída pela revisão D (chamada ANSI/TIA-568-D).

## Objetivos
O ANSI/TIA-568 define padrões de sistema de cabeamento estruturado para edifícios comerciais e entre edifícios em ambientes de campus. A maior parte dos padrões define tipos de cabeamento, distâncias, conectores, arquiteturas de sistema de cabos, padrões de terminação de cabos e características de desempenho, requisitos de instalação de cabos e métodos de teste de cabos instalados. O padrão principal, ANSI/TIA-568.0-D, define requisitos gerais, enquanto ANSI/TIA-568-C.2 se concentra em componentes de sistemas de cabos de par trançado balanceados. O ANSI/TIA-568.3-D aborda componentes de sistemas de cabos de fibra óptica e o ANSI/TIA-568-C.4, aborda componentes de cabeamento coaxial.
A intenção desses padrões é fornecer práticas recomendadas para o projeto e instalação de sistemas de cabeamento que darão suporte a uma ampla variedade de serviços existentes e futuros. Os desenvolvedores esperam que os padrões forneçam uma vida útil para sistemas de cabeamento comercial superior a dez anos. Esse esforço tem sido amplamente bem-sucedido, como evidenciado pela definição de cabeamento de Categoria 5 em 1991, um padrão de cabeamento que (principalmente) satisfazia os requisitos de cabeamento para 1000BASE-T, lançado em 1999. Assim, pode-se dizer que o processo de padronização forneceu pelo menos uma vida útil de nove anos para cabeamento de instalações e, sem dúvida, uma vida útil mais longa.
Todos esses documentos acompanham padrões relacionados que definem caminhos e espaços comerciais (TIA-569-C-1, fevereiro de 2013), cabeamento residencial (ANSI/TIA-570-C, agosto de 2012), padrões administrativos (ANSI/TIA-606-B, dezembro de 2015), aterramento e conexão (TIA-607-C, novembro de 2015) e cabeamento de planta externa (TIA-758-B, abril de 2012).

## Categorias de cabos
O padrão define categorias de sistemas de cabos de par trançado que são blindados e que não são blindados, com diferentes níveis de desempenho em largura de banda de sinal, perda de inserção e diafonia. Geralmente, números de categoria crescentes correspondem a um sistema de cabo adequado para maiores taxas de transmissão de dados. O cabo de categoria 3 era adequado para circuitos telefônicos e taxas de dados de até 16 milhões de bits por segundo. O cabo de categoria 5, com mais restrições em atenuação e diafonia, tem uma largura de banda de 100 MHz. A edição de 1995 do padrão definiu as categorias 3, 4 e 5. As categorias 1 e 2 foram excluídas do padrão, pois essas categorias eram usadas apenas para circuitos de voz, não para dados. A revisão atual inclui a categoria 5e (100 MHz), 6 (250 MHz), 6A (500 MHz) e 8 (2.000 MHz). As categorias 7 e 7A não eram oficialmente reconhecidas pela TIA e geralmente eram usadas apenas fora dos Estados Unidos. A categoria 8 foi publicada com ANSI/TIA‑568‑C.2‑1 (junho de 2016) para atender à especificação de desempenho pretendida pela categoria 7.

## Topologias de sistemas de cabeamento estruturado
O ANSI/TIA-568-D define uma arquitetura de sistema de cabos hierárquicos, na qual uma conexão cruzada principal (MCC) é conectada por meio de uma topologia em estrela através do cabeamento de backbone para conexões cruzadas intermediárias (ICCs) e conexões cruzadas horizontais (HCCs). As tradições de design de telecomunicações utilizavam uma topologia semelhante. Muitas pessoas se referem às conexões cruzadas por seus nomes de telecomunicações: quadros de distribuição (com as várias hierarquias chamadas de quadros de distribuição principais (MDFs), quadros de distribuição intermediários (IDFs) e armários de fiação). O cabeamento de backbone também é usado para interconectar instalações de entrada (como pontos de demarcação de telecomunicações) à conexão cruzada principal.
As conexões cruzadas horizontais fornecem um ponto para a consolidação de todo o cabeamento horizontal, que se estende em uma topologia em estrela para áreas de trabalho individuais, como cubículos e escritórios. De acordo com o TIA/EIA-568-B, a distância máxima permitida do cabo horizontal é de 90 metros de cabeamento de par trançado instalado, com 100 metros de comprimento total máximo, incluindo cabos de conexão. Nenhum cabo de conexão deve ter mais de 5 metros. Pontos de consolidação opcionais são permitidos em cabos horizontais, geralmente apropriados para layouts de escritório de plano aberto, onde pontos de consolidação ou conversores de mídia podem conectar cabos a várias mesas ou por meio de divisórias.
Na área de trabalho, o equipamento é conectado por patch cords a cabeamento horizontal terminado em pontos de jack.
O TIA/EIA-568 também define características e requisitos de cabeamento para instalações de entrada, salas de equipamentos e salas de telecomunicações.

## Terminações T568A e T568B
Talvez o recurso mais amplamente conhecido e mais discutido do ANSI/TIA-568 seja a definição das atribuições de pino para par, ou pinagem, entre os pinos em um conector (um plugue ou um soquete) e os fios em um cabo. As pinagens são críticas porque os cabos não funcionam se as pinagens em suas duas extremidades não forem corretamente correspondidas.
O padrão especifica como conectar cabeamento de par trançado balanceado de oito condutores de 100 ohms, como cabo de categoria 5, a conectores modulares 8P8C (frequentemente chamados incorretamente de conectores RJ45). O padrão define duas pinagens alternativas: T568A e T568B.
O ANSI/TIA-568 recomenda a pinagem T568A para cabos horizontais. Esta pinagem é compatível com as pinagens de 1 par e 2 pares Códigos de Ordem de Serviço Universal (USOC). O governo dos EUA exige isso em contratos federais. O padrão também permite, apenas em certas circunstâncias, a pinagem T568B "se necessário para acomodar certos sistemas de cabeamento de 8 pinos", ou seja, quando, e somente quando, adicionar a uma instalação existente que usou o padrão de fiação T568B antes de ser definido, sendo aqueles que eram anteriores ao ANSI/TIA-568 e usavam o padrão AT&T 258A (Systimax) anterior. Na década de 1990, quando o TIA/EIA-568 original foi publicado, o padrão de fiação mais amplamente instalado na infraestrutura de cabeamento UTP era o AT&T 258A (Systimax), daí a inclusão do mesmo padrão de fiação (como T568B) como uma opção secundária para uso em tais instalações. Muitas organizações ainda usam o T568B por inércia.
As cores dos pares de fios no cabo, em ordem, são azul (para o par 1), laranja, verde e marrom (para o par 4). Cada par consiste em um condutor de cor sólida e um segundo condutor, que é branco com uma faixa da outra cor. A diferença entre as pinagens T568A e T568B é que os pares de fios 2 e 3 (laranja e verde) são trocados.

### Fiação
Veja o conector modular para numeração dos pinos.
| Pino | Par T568A | Par T568B | 10BASE-T / 100BASE-TX | ID do sinal 1000BASE-T | Fio   | Cor T568A                 | Cor T568B                 | Pinos na face do plugue                                                                          |
| ---- | --------- | --------- | --------------------- | ---------------------- | ----- | ------------------------- | ------------------------- | ------------------------------------------------------------------------------------------------ |
| 1    | 3         | 2         | TX+                   | DA+                    | ponta | branco com listra verde   | branco com listra laranja | A numeração dos pinos no plugue. Os pinos conectados no plugue e no conector têm o mesmo número. |
| 2    | 3         | 2         | TX−                   | DA−                    | anel  | verde sólido              | laranja sólido            | A numeração dos pinos no plugue. Os pinos conectados no plugue e no conector têm o mesmo número. |
| 3    | 2         | 3         | RX+                   | DB+                    | ponta | branco com listra laranja | branco com listra verde   | A numeração dos pinos no plugue. Os pinos conectados no plugue e no conector têm o mesmo número. |
| 4    | 1         | 1         | não usado             | DC+                    | anel  | azul sólido               | azul sólido               | A numeração dos pinos no plugue. Os pinos conectados no plugue e no conector têm o mesmo número. |
| 5    | 1         | 1         | não usado             | DC−                    | ponta | branco com listra azul    | branco com listra azul    | A numeração dos pinos no plugue. Os pinos conectados no plugue e no conector têm o mesmo número. |
| 6    | 2         | 3         | RX−                   | DB−                    | anel  | laranja sólido            | verde sólido              | A numeração dos pinos no plugue. Os pinos conectados no plugue e no conector têm o mesmo número. |
| 7    | 4         | 4         | não usado             | DD+                    | ponta | branco com listra marrom  | branco com listra marrom  | A numeração dos pinos no plugue. Os pinos conectados no plugue e no conector têm o mesmo número. |
| 8    | 4         | 4         | não usado             | DD−                    | anel  | marrom sólido             | marrom sólido             | A numeração dos pinos no plugue. Os pinos conectados no plugue e no conector têm o mesmo número. |

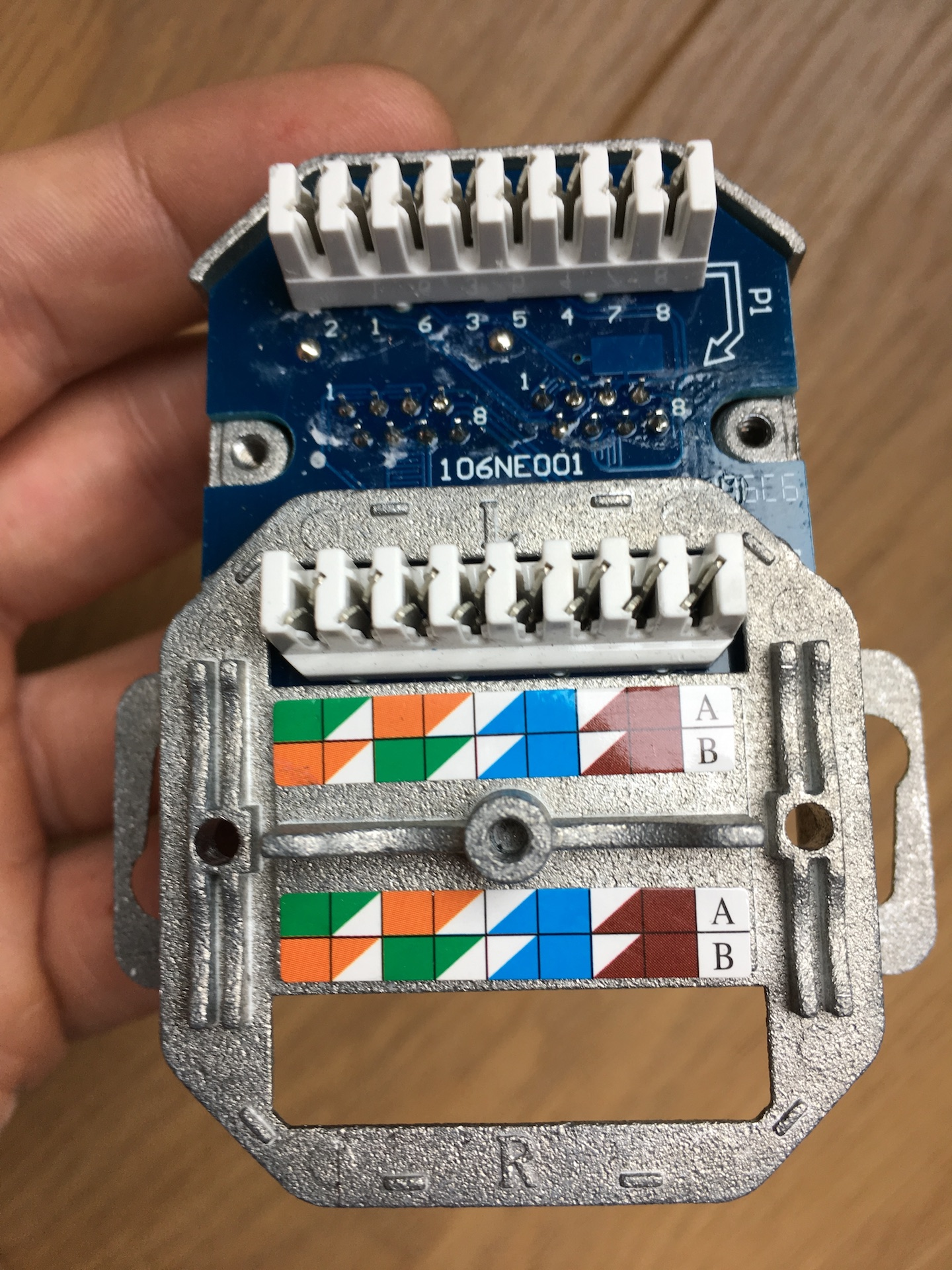
Algumas tomadas de parede 8P8C indicam esquemas de terminação T568A e T568B internamente.

Ambas as configurações (T568A e T568B) conectam os pinos "diretos", ou seja, os pinos 1 a 8 em uma extremidade são conectados aos pinos 1 a 8 na outra extremidade. Além disso, os mesmos conjuntos de pinos se conectam às extremidades opostas que são pareadas em ambas as configurações: os pinos 1 e 2 formam um par, assim como 3 e 6, 4 e 5 e 7 e 8. Pode-se usar cabos conectados de acordo com qualquer configuração na mesma instalação sem problemas significativos se as conexões forem as mesmas em ambas as extremidades.
Um cabo terminado de acordo com T568A em uma extremidade e T568B na outra é um cabo crossover quando usado com os padrões Ethernet de par trançado anteriores que usam apenas dois dos pares porque os pares usados são os pares 2 e 3, os mesmos pares nos quais T568A e T568B diferem. Cabos crossover são ocasionalmente necessários para Ethernet 10BASE-T e 100BASE-TX.
Trocar dois fios entre pares diferentes causa diafonia, anulando um dos propósitos de torcer fios em pares.

### Uso para conectividade T1
No serviço Digital Signal 1 (T1), os pares 1 e 3 (T568A) são usados, e o conector USOC-8 é conectado de acordo com a especificação RJ-48C. O conector de terminação geralmente é conectado de acordo com a especificação RJ-48X, fornecendo um loopback de transmissão para recepção quando o plugue é retirado.
Os cabos de fornecedores geralmente são conectados com ponta e anel invertidos, ou seja, pinos 1 e 2 ou 4 e 5 invertidos. Isso não afeta a qualidade do sinal T1, que é totalmente diferencial e usa o esquema de sinalização de inversão de marca alternativa (AMI).

### Compatibilidade com versões anteriores
O serviço telefônico simples convencional de até quatro linhas pode usar plugues e conectores de seis posições (6P) e oito posições (8P), com a linha 1 nos pinos centrais, a linha 2 abrangendo o par central e os pares subsequentes procedendo para fora, esse padrão é frequentemente chamado de USOC. O serviço de uma, duas e três linhas pode usar conectores de seis posições (respectivamente RJ11, RJ14 e RJ25) e, o serviço de quatro linhas, conectores de oito posições (RJ61).
Como o par 1 se conecta aos pinos centrais (4 e 5) do conector 8P8C em T568A e T568B, ambos os padrões são compatíveis com a primeira linha de conectores RJ11, RJ14, RJ25 e RJ61'; que têm o primeiro par nos pinos centrais desses conectores.
Como o par 1 está nos pinos centrais (4 e 5) do conector 8P8C no USOC e em ambos T568A e T568B, um telefone se conectará à linha 1 de ambos T568A e T568B, bem como a todos os conectores registrados acima, mas se uma segunda linha for usada (3 e 6), ela se conectará à linha 2 (par 2) dos conectores USOC e T568A, mas ao par 3 dos conectores T568B. Isso torna o T568B potencialmente confuso em aplicações telefônicas.
Devido aos diferentes pares de fios dos pinos externos, os plugues USOC não podem se conectar ao par 3 ou 4 do T568A, ou ao par 2 ou 4 do T568B, sem dividir os pares. Isso significa que as linhas não se conectam de forma alguma ou provavelmente há níveis inaceitáveis de zumbido, diafonia e ruído.

### Fibra óptica

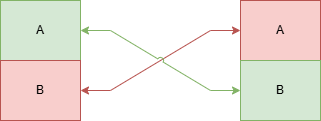
Alternando a posição A em uma extremidade e a posição B na outra.

Para manter a polaridade do conector duplex, o cabeamento deve ser instalado com a posição A alternada em uma extremidade e a posição B na outra.

### Teoria
A ideia original na fiação de conectores modulares, como visto nos conectores registrados da Bell System, era que o primeiro par ficaria nas posições centrais, o próximo par nas próximas mais internas, e assim por diante. Além disso, a blindagem do sinal seria otimizada alternando os pinos de fase e aterramento de cada par. As terminações TIA-568 divergem desse conceito ao colocar um par nos pinos 1 e 2 e um nos pinos 7 e 8 porque, no conector de oito posições, o arranjo original dos condutores separaria os pares externos substancialmente, prejudicando muito o desempenho da linha balanceada para atender aos requisitos elétricos dos protocolos de LAN de alta velocidade.

## Padrões
- ANSI/TIA-568.0 Cabeamento de telecomunicações genérico para instalações do cliente
- ANSI/TIA-568.1 Padrão de Infraestrutura de Telecomunicações de edifícios comerciais
- ANSI/TIA-568.2 Padrão de cabeamento e componentes de telecomunicações de par trançado balanceado
- ANSI/TIA-568.3 Padrão de cabeamento e componentes de fibra óptica
- ANSI/TIA-568.4 Padrão de cabeamento e componentes coaxiais de banda larga
- ANSI/TIA-568.5 Padrão de cabeamento e componentes de telecomunicações de par trançado único balanceado